# Свобода, равенство, братство
Свобо́да, ра́венство, бра́тство (фр. Liberté, Égalité, Fraternité) — национальный девиз Французской Республики и Республики Гаити, обозначающий принципы государственного строя. Девиз берёт своё начало со времён Великой французской революции.

## Происхождение
Впервые девиз «свобода, равенство, братство» (Liberté, Égalité, Fraternité) появляется в речи Максимильена Робеспьера «Об организации Национальной гвардии» (Discours sur l'organisation des gardes nationales), произнесённой 5 декабря 1790 года в национальной ассамблее и положенной в основу декрета 27—28 апреля 1791 года.
Робеспьер предлагает девиз «свобода, равенство, братство» как надпись на 3-цветном знамени национальной гвардии — девиз, ставший девизом всей Великой французской революции. Речь была напечатана и распространена по всей Франции, способствуя популяризации лозунга.
Discours sur l'organisation des gardes nationales
Статья XVI.
На их мундирах выгравированы такие слова — «французский народ», и ниже — «свобода, равенство, братство». Те же самые слова начертаны на трёхцветных национальных флагах.

(XVI. Elles porteront sur leur poitrine ces mots gravés : LE PEUPLE FRANÇAIS, & au-dessous : LIBERTÉ, ÉGALITÉ, FRATERNITÉ. Les mêmes mots seront inscrits sur leurs drapeaux, qui porteront les trois couleurs de la nation.)Максимилиан Робеспьер

### Свобода
Первое слово республиканского девиза — свобода. В декларации прав человека и гражданина свобода определена следующим образом:
Свобода состоит в возможности делать всё, что не наносит вреда другому.

### Равенство
Второе слово девиза — равенство означает, что все равны перед законом:
Все граждане равны перед ним и поэтому имеют равный доступ ко всем постам, публичным должностям и занятиям сообразно их способностям и без каких-либо иных различий, кроме тех, что обусловлены их добродетелями и способностями.

### Братство
Третье слово девиза — братство определено в декларации прав и обязанностей человека и гражданина 1795 года:
Не делай другим того, что не хотел бы получить сам; делай по отношению к другим такие благие поступки, какие хотел бы по отношению к себе.